# Flavipanurgus ibericus
Flavipanurgus ibericus är en biart som först beskrevs av Warncke 1972.  Flavipanurgus ibericus ingår i släktet Flavipanurgus och familjen grävbin. Inga underarter finns listade i Catalogue of Life.